# Saint-Siméon (Orne)
Saint-Siméon è un comune francese di 278 abitanti situato nel dipartimento dell'Orne nella regione della Normandia.

## Società

### Evoluzione demografica
Abitanti censiti